# Willy Fitting
Willy Fitting (Lausanne, 1925. január 25. – Buchillon, 2017. április 26.) olimpiai bronzérmes svájci párbajtőrvívó. Nagybátyjai Édouard és Frédéric Fitting olimpikon tőr- és párbajtőrvívók, nagynénje Emma Fitting olimpikon tőrvívónő.